# Alchemilla paracompactilis
Alchemilla paracompactilis är en rosväxtart som beskrevs av Jiří Ponert. Alchemilla paracompactilis ingår i släktet daggkåpor, och familjen rosväxter. Inga underarter finns listade i Catalogue of Life.